# Бараш (фамилия)
Бараш — еврейская, караимская и русская фамилия.
На Руси ведёт своё происхождение от слова бараш, которое означало «царский шатерничий», а кроме этого — «ремесленник (обойщик, шатерничик)». Представители этой профессии занимались обустройством царской спальни, а во время походов оборудовали шатры для царского отдыха. Скорее всего в русском языке слово «бараш» проникло благодаря тюркам, как заимствование арабского слова фарраш — ремесленник, изготовляющий постели.
В Москве до сих пор сохранилась Барашёвская слобода, где когда-то селились княжеские бараши. Обитателей этого места в народе также называли барашами, то есть, нельзя исключать, что фамилия Бараш могла быть получена как прозвище по месту проживания. Кроме фамилии Бараш от слова «бараш» (наименования по занятию) произошли фамилии Барашкин, Барашков, Барашнев.
Еврейская фамилия Бараш является акронимом. Могла даваться сыновьям раввина по имени Шломо, Шмуэль, Шимон и другим на букву Ш (Бен Рабби Ш…).
Распространённая среди караимов фамилия Бараш имеет тюркское происхождение и переводится как «курдючная овца».

## Известные носители
- Бараш, Александр Максович (род. 1960) — русский поэт, прозаик, эссеист.
- Бараш, Асан Эбазерович (род. 1962) — крымскотатарский художник.
- Бараш, Ашер (1889—1952) — еврейский писатель (на иврите) и литературовед.
- Бараш, Дмитрий Феликсович (род. 1959) — американский (ранее советский) шахматист.
- Бараш, Евгений Ефимович (род. 1966) —  доктор юридических наук, профессор, заслуженный деятель науки и техники Украины.
- Бараш, Моше (1920—2004) — израильский искусствовед, лауреат Государственной премии Израиля (1996).
- Бараш, Оливия (род. 1965) — американская актриса, кинорежиссёр, кинопродюсер и певица.
- Бараш, Семён Иосифович (1921—2004) — кандидат экономических наук, исследователь народонаселения и климата Земли.
- Бараш, Юлиу (1815—1863) — румынский врач и общественный деятель.
- Бараш, Юрий Савельевич (1946—2018) — советский и украинский учёный в области экономики транспорта.
- Бараш, Яков Ибраимович (1929—2007) — советский и украинский врач-психотерапевт, караимский общественный деятель.